# Pterostyrax
Pterostyrax es un pequeño género de tres especies de pequeños árboles de hoja caduca o arbustos pertenecientes a la familia Styracaceae, nativos del este de Asia. Comprende 8 especies descritas y de estas, solo 2 aceptadas.

## Descripción
Alcanza los 4-12 metros de altura y tienen hojas alternas, simples y ovales de 6-17 cm de longitud y 4-10 cm de ancho. Las flores son blancas, producidas en panículas de 8-25 cm de largo. Los frutos son drupas secas.

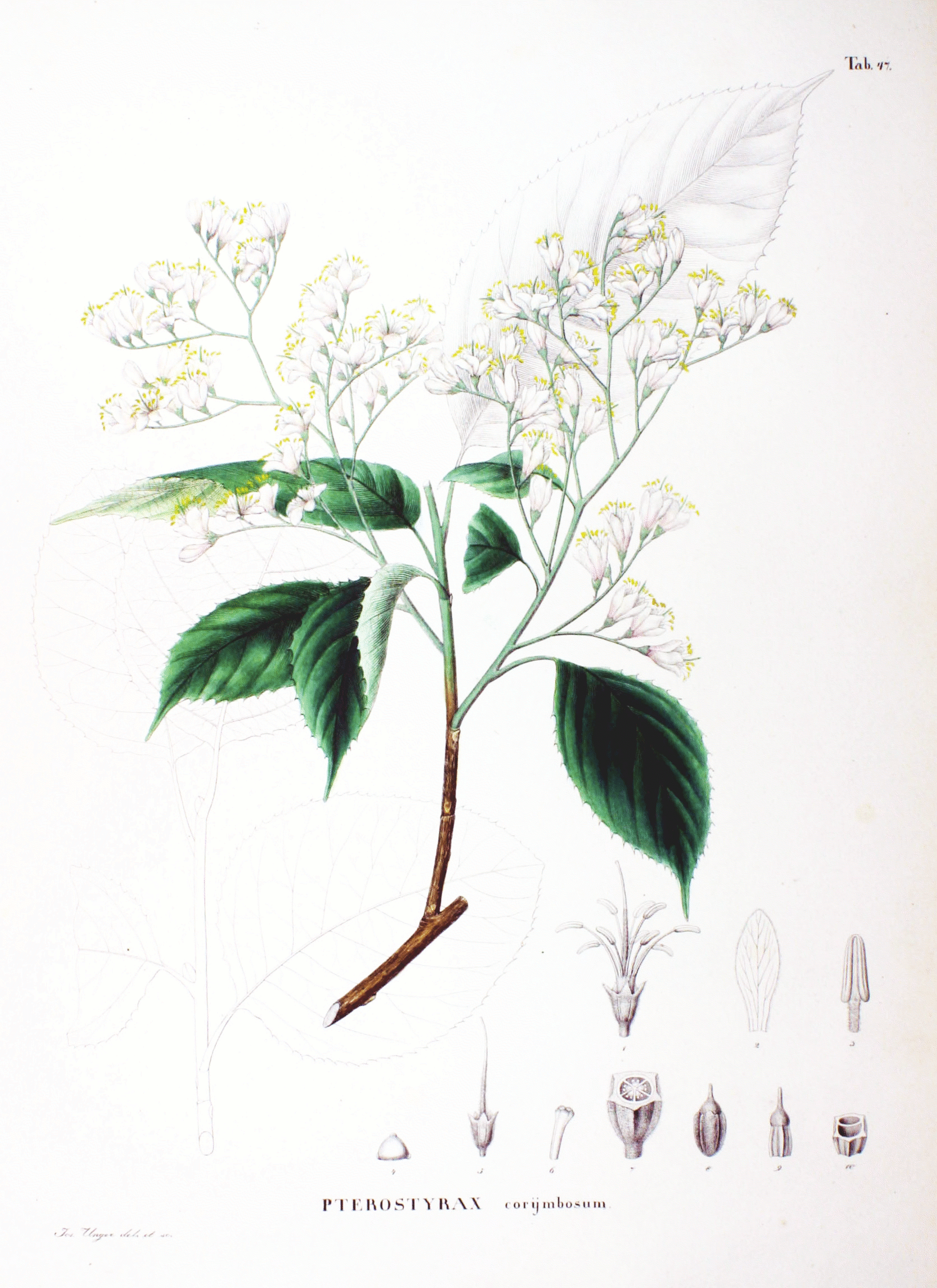
Pterostyrax corymbosa.

## Taxonomía
El género fue descrito por Siebold & Zucc. y publicado en Flora Japonica 1: 94. 1839. La especie tipo es: Pterostyrax corymbosus

## Especies aceptadas
A continuación se brinda un listado de las especies del género Pterostyrax aceptadas hasta septiembre de 2014, ordenadas alfabéticamente. Para cada una se indica el nombre binomial seguido del autor, abreviado según las convenciones y usos.	
- Pterostyrax corymbosus - Japón
- Pterostyrax psilophyllus - China